# Adinandra subauriculata
Adinandra subauriculata är en tvåhjärtbladig växtart som beskrevs av Clarence Emmeren Kobuski. Adinandra subauriculata ingår i släktet Adinandra och familjen Pentaphylacaceae. Inga underarter finns listade i Catalogue of Life.